# Garham (Hofkirchen)
Garham ist ein Gemeindeteil des Marktes Hofkirchen und eine Gemarkung im Landkreis Passau in Niederbayern.

## Geographie
Das Pfarrdorf liegt 6 km östlich von Hofkirchen auf dem Hochufer über der Donau in Richtung Aicha vorm Wald.

## Geschichte
Garham gehörte als Hofmark zur Herrschaft Hilgartsberg, die nach dem Tod Graf von Rapoto II. von Ortenburg 1259 in den Besitz von Herzog Heinrich von Niederbayern kam. Nach wechselnden Besitzern wurde die Herrschaft mit den Hofmarken Schöllnstein, Rannetsreit, Garham, Leithen und Oberngschaid an Hanns Ernest Graf Fugger, Herrn zu Kirchberg und Weißenhorn zu Lehen gegeben.
Die katholische Pfarrkirche St. Nikolaus in Garham ist eine spätgotische Chorturmkirche, die um 1750 barockisiert und um 1833/34 verlängert wurde.
1821 verkaufte Joseph Eligius Graf Fugger zu Glött die Herrschaft an den bayerischen Staat. Das 1814 gebildete k.b. gräflich Fuggerische Patrimonialgericht Hilgartsberg hatte somit nur kurzen Bestand und die letzten Reste der Adelsherrschaft über die 1818 durch das bayerische Gemeindeedikt gebildete Gemeinde Garham waren erloschen. Die Gemeinde Garham hatte 1961 eine Fläche von 2032,46 Hektar, ihre Einwohnerzahl lag bei 1282, davon 281 im Pfarrdorf Garham. Am 1. Mai 1978 erfolgte die Eingemeindung des Hauptteils der Gemeinde mit Garham, Bichlberg, Gsteinöd, Hagenham, Hof, Holzham, Kapfham, Mühlloh, Neuderting, Oberneustift, Oberngschaid, Oberriegl, Reit, Reitern, Solla, Spitzholz, Tracking, Unterneustift und Wiffling in die Marktgemeinde Hofkirchen (Donau). Der Nordosten der Gemeinde mit den Gemeindeteilen Altenreit, Böhmöd, Burgstall, Hartmannsreit, Hofstetten, Jederschwing, Kalling, Mühlholz, Mühlreit und Rannetsreit wurde in die Gemeinde Eging am See eingegliedert.

## Namensherkunft
Der Namen Garham/Gorhaim kommt von garo (parare) und haim (Heimat, Wohnsitz).